# 山東省菏澤第一中學
山東省菏澤第一中學是中國山東省菏澤市的一所中學，為山東省級重點中學，始建於1903年，初名曹州官立中學堂，1954年改為現名。有八一路老校區、人民路南校區、南京路東校區三個校區。

## 校名
山東省菏澤第一中學的前身是「山東省立第六中學」（簡稱「老六中」），「老六中」是在清光緒二十九年（1903年）創立的「曹州中學堂」的基礎上發展而來的。1948年，共產黨創建的「晉冀魯豫邊區第一中學」進駐菏澤，在「山東省立第六中學」校址上建校。1949年，學校更名為「平原省立菏澤中學」。1952年冬季，平原省被撤銷，所以學校又改名為「山東省立菏澤中學」。1954年，學校再改稱「山東省菏澤第一中學」，簡稱「菏澤一中」，名字沿用至現在。

## 知名校友
- 王凌雲，國家博物館研究員，歷史學者，八九學運領袖王丹的母親。
- 张含英，著名水利专家。
- 张广学，中科院院士，昆虫学家。
- 于天仁，中科院院士，土壤学家。
- 佟振合，中科院院士，有机化学家。
- 何兹全，著名历史学家。